# آزادسرو
آزادسرو نام دو تن از شخصیت‌های شاهنامه فردوسی است. یکی آزادسرو دانشمندی در دستگاه احمد بن سهل حاکم مرو در نیمه دوم سده سوم هجری در روایات ملی آزادسرو به عنوان منبع سه داستان ذکر شده است.
دیگری موبدی در عهد خسرو اول انوشیروان که یکی از چند تنی بود که  بوسیله انوشیروان برای جستجوی خوابگزار به هر سویی از کشور فرستاده شد.

## آزادسرو از ملازمانِ احمد بن سهل مروی
آزادسرو از ملازمانِ احمد بن سهل و معاصر فردوسی (سده چهارم هجری) بود. وی نسب خود را به سام نریمان می‌رسانید و خویشتن را از نوادگان رستم می‌دانست. آزادسرو از بزرگ‌ترین راویانی بود که داستان‌های رزمِ رستم را به یاد داشت و کتابی در مورد رزم‌های رستم نوشت. فردوسی از او در شاه‌نامه، در آغازِ داستانِ رستم و شغاد نام برده:
| یکی پیر بُد نامش آزادسرو   |  | که با احمدِ سَهل بودی به مرو |
| دلی پر ز دانش سری پر سخن  |  | زبان پر ز گفتارهای کهن     |
| کجا نامهٔ خسروان داشتی     |  | تن و پیکر پهلوان داشتی     |
| به سامِ نریمان، کشیدی نژاد |  | بسی داشتی رزم رستم به یاد  |
| بگویم سخن آنچ ازو یافتم   |  | سخن را یک اندر دگر بافتم   |

فردوسی آزادسرو را دانش پژوه و هنرمند، گوینده می‌نامد :
| کنون بازگردم به گفتار سرو  |  | فروزنده سهل ماهان به مرو |
| چنین گوید آن پیر دانش پژوه |  | هنرمند و گوینده و باشکوه |

چنین به نظر می‌رسد که فردوسی، آزادسرو را دیده، و این داستان را به صورت شفاهی از او شنیده است. اما با توجه به زمانی که احمدِ سهل می‌زیسته، بسیار بعید به‌نظر می‌رسد که آزادسرو و فردوسی با هم دیدار کرده باشند.
بنابر گفتهٔ ذبیح‌الله صفا، فردوسی، در به نظم درآوردنِ شاهنامه، از کتابی که آزادسرو در باب رزم‌های رستم نگاشته بود، استفاده کرده است. اما مجتبی مینوی عقیده داشت نامِ آزادسرو در شاه‌نامه ابومنصوری بوده، و فردوسی بنا به امانت‌داری، این نام را با داستانی که از او در کتاب بوده، در شاهنامه خود آورده است.
به جز داستانِ کشته‌شدنِ رستم در شاهنامه فردوسی، داستانِ دیگری نیز به نام داستانِ شبرنگ در دست است، که اصل آن به آزادسرو منسوب است:
| کنون بشنو از گفتهٔ زادسرو      |  | چراغ صف صدر ماهان به مرو |
| که چون شد به مازندران پور زال |  | همه دیو را کرد او پای‌مال |

## آزادسرو موبد انوشیروان
دیگری موبدی در دوره خسرو اول انوشیروان بود که یکی از چند تنی است که بوسیله انوشیروان برای جستجوی خوابگزار به هر سویی از کشور فرستاده شد. آزادسرو موبدی بود که به مرو رفت، و در یکی از دبستان‌های شهر مرو بزرگمهر خردسال را دید که ادعای خوابگزاری می‌کرد. او را با خود به دربار انوشیروان برد اینکه آزادسرو در جستجوی خوابگزار به شهر مرو می رود می تواند دلیلی بر این باشد که او خود اهل این شهر بوده و مردم آنجا را می‌شناخته است.
| به هر سو بشد موبدی کاردان   |  | سواری هشیوار بسیاردان        |
| یکی از ردان نامش آزادسرو    |  | ز درگاه کسری بیامد به مرو    |
| بیامد همه گِرد مرو او بِجُست   |  | یکی موبدی دید با زند و اُست   |
| همی کودکان را بیاموخت زند   |  | به تندی و خشم و به بانگِ بلند |
| یکی کودکی مهتر اندر برش     |  | پژوهنده زند و اُستا سرش       |
| همی‌خواندندیش بوزرجمهر       |  | نهاده برآن دفتر از مهر چهر   |
| عنان را بپیچید موبد ز راه   |  | بیامد بپرسید ازو خواب شاه    |
| نبیسنده گفت این نه کارمنست  |  | زهر دانشی زند یار منست       |
| ز موبد چو بشنید بوزرجمهر    |  | بدو داد گوش و بر افروخت چهر  |
| بداستاد گفت این شکارِ منست   |  | گزاریدنِ خواب کارِ من‌ست        |
| یکی بانگ برزد برو مرد اُست   |  | که تو دفتر خویش کردی درست    |
| فرستاده گفت ای خردمند مرد   |  | مگر داند او، گرد دانا مگرد   |
| غمی شد ز بوزرجمهر اوستاد    |  | بگوی آنچ داری بدو گفت یاد    |
| نگویم من این گفت جز پیش شاه |  | بدانگه که بنشاندم پیش گاه    |
| .                           |  | ...                          |
| بدو گفت کای شاه نوشین‌روان   |  | تویی خفته بیدار و دولت جوان  |
| برفتم ز درگاه شاها به مرو   |  | بگشتم چُن اندر گلستان تذرو    |
| ز فرهنگیان کودکی یافتم      |  | بیاوردم و تیز بشتافتم        |
| بگفت آن سخن کز لب او شنید   |  | ز مار سیاه آن شگفتی که دید   |